# نيكولاس كونروي
نيكولاس كونروي هو سياسي كندي، ولد في 1816، وتوفي في 13 أكتوبر 1879.